# Carcere di Jilava

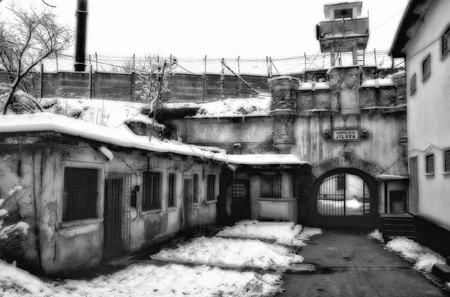
Il carcere di Jilava

Il Penitenziario Bucarest-Jilava è una delle unità subordinate all'Amministrazione Penitenziaria Nazionale, situata all'interno del distretto amministrativo di Jilava, Ilfov, soprannominata la Bastiglia rumena.

## Storia

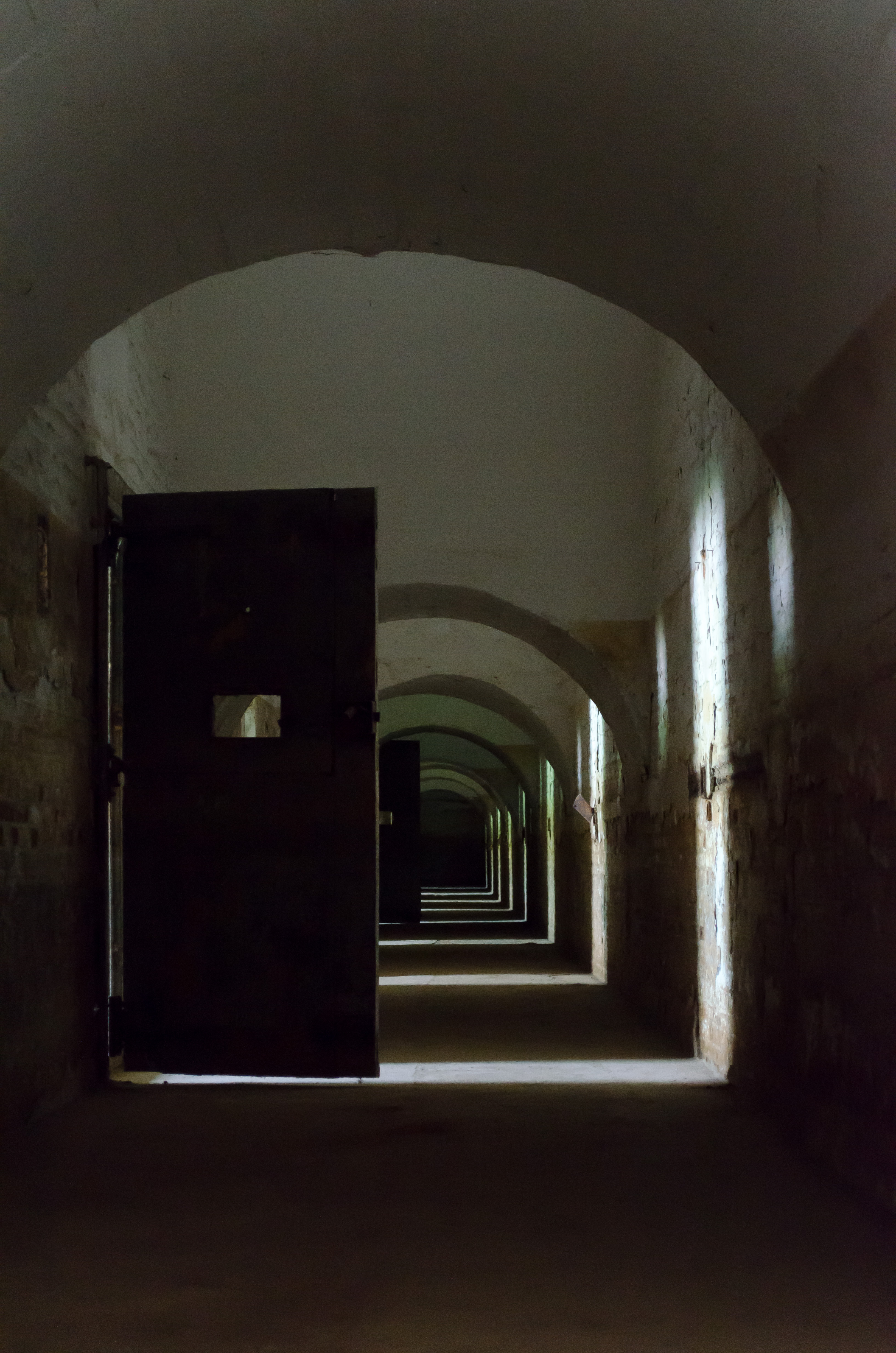
Fortul 13 Jilava

Originariamente progettato, all'inizio del XIX secolo dall'ingegnere belga Henry Alexis Brialmont e dal capitano Ioan Clucer, come parte di un sistema di fortificazione militare intorno a Bucarest , Fortul 13 Jilava fu costituito nel 1907 come una prigione militare, la cui destinazione venne mantenuta fino al 1 aprile 1948. Finita la costruzione, Fortul 13 Jilava venne usato come deposito di munizioni e guarnigione, fino a quando centinaia di contadini del distretto di Ilfov, arrestati per aver partecipato alla rivolta contadina del 1907, furono rinchiusi nella prigione militare. Durante la prima guerra mondiale fu popolato con i prigionieri provenienti dalle file dei soldati che si rifiutavano di arruolarsi o condannati per altri reati militari. Dopo l'occupazione di Bucarest da parte delle truppe tedesche, i prigionieri furono fatti prigionieri di guerra.
Tra il 1921 e il 1944, furono imprigionati a Jilava membri del Partito Comunista. Nel 1940, vennero incarcerati 64 politici e dipendenti dell'apparato statale che la polizia legionare assassinò nelle celle della prigione tra il 25 e il 26 novembre 1940 come rappresaglia per l'omicidio di Corneliu Zelea Codreanu, 11 giugno 2010, Andreea Dogar, Evenimentul zilei. Durante la seconda guerra mondiale, anche se era una prigione militare, l'edificio diventò il luogo di detenzione, sia preventiva che definitiva, dei prigionieri politici. Il 1 giugno 1946, in Valea Piersicilor a Jilava, vennero fucilati Ion Antonescu, Mihai Antonescu, Constantin Vasiliu e Gheorghe Alexianu.
Jilava rimase adibita a carcere militare fino al 1 aprile 1948, quando si trasformò in prigione presso la Direzione Generale delle Prigioni del Ministero degli Interni.
Dal 1966 nel penitenziario di Jilava, venne allestita una sezione in cui erano detenuti gli elementi considerati più ostinati. Dal 1 agosto 1967 qui vennero rinchiusi gli accusati di crimini contro la sicurezza dello Stato, i recidivi condannati a più di 10 anni, o chi non poteva essere utilizzato per lavorare, gli accusati di reati comuni, indipendentemente dallo stato della recidiva, del reato commesso e della pena, i detenuti ai quali era riservato un regime di carcere duro.
Nel 1973 vennero inseriti nel nuovo blocco anche i minori, blocco che consisteva nel centro di accoglienza, di osservazione e lo smistamento dei minori e il carcere minorile. Al posto del carcere per i minori, nel 1975 venne fondato il Penitenziario giovanile di Bucarest. Questo rimase attivo fino al 1988, quando, con la demolizione del penitenziario di Rahova i detenuti furono trasferiti qui, in un'altra ala del palazzo completata nel 1990.
Tra il 17 dicembre 1989 e il 31 gennaio 1990 vi fu una rivolta dei prigionieri che riuscirono a fuggire dalle celle, forzando la porta per salire sugli edifici, e in alcuni luoghi manomettendo i sistemi di sicurezza, chiedendo il loro rilascio.

## Detenuti
- Ion Antonescu, Primo Ministro della Romania, Ministro degli Esteri
- Mihai Antonescu, Ministro della Difesa
- Constantin Pantazi, generale, capo del Servizio Speciale di Informazioni
- Eugen Cristescu
- Radu Lecca, ministro
- Camil Petrescu, scrittore[3]
- Gheorghe Calciu Dumitreasa, sacerdote
- George Ivaşcu, critico e storico letterario
- Ion Eremia, generale

## Direttori
- Dumitru Pristaru, colonnello (23 agosto 1944 - ottobre 1946)
- Vasile Vernescu, maggiore (ottobre 1946 - febbraio 1947)
- Constantin Enciu, tenente colonnello (marzo 1947 - aprile 1948)
- Loghin Berezovschi (aprile 1948 - aprile 1949)
- Nicolae Moromete, maggiore (maggio 1949 - giugno 1952)
- Ion Ciachi, maggiore (giugno 1952 - aprile 1954)
- Mihai Gheorghiu, tenente colonnello (maggio 1954 - dicembre 1961)
- Gheorghe Alexandrescu, tenente colonnello (gennaio 1962 - luglio 1967)